# Orlando Galo
Orlando Moisés Galo Calderón (Puntarenas, 11 agosto 2000) è un calciatore costaricano, centrocampista del Riga FC, in prestito dall'Herediano, e della nazionale costaricana.

## Statistiche

### Cronologia presenze e reti in nazionale
| Cronologia completa delle presenze e delle reti in nazionale ― Costa Rica | Cronologia completa delle presenze e delle reti in nazionale ― Costa Rica | Cronologia completa delle presenze e delle reti in nazionale ― Costa Rica | Cronologia completa delle presenze e delle reti in nazionale ― Costa Rica | Cronologia completa delle presenze e delle reti in nazionale ― Costa Rica | Cronologia completa delle presenze e delle reti in nazionale ― Costa Rica | Cronologia completa delle presenze e delle reti in nazionale ― Costa Rica | Cronologia completa delle presenze e delle reti in nazionale ― Costa Rica |
| Data                                                                      | Città                                                                     | In casa                                                                   | Risultato                                                                 | Ospiti                                                                    | Competizione                                                              | Reti                                                                      | Note                                                                      |
| ------------------------------------------------------------------------- | ------------------------------------------------------------------------- | ------------------------------------------------------------------------- | ------------------------------------------------------------------------- | ------------------------------------------------------------------------- | ------------------------------------------------------------------------- | ------------------------------------------------------------------------- | ------------------------------------------------------------------------- |
| 7-10-2021                                                                 | San Pedro Sula                                                            | Honduras                                                                  | 0 – 0                                                                     | Costa Rica                                                                | Qual. Mondiali 2022                                                       | -                                                                         | 81’                                                                       |
| 10-10-2021                                                                | San José                                                                  | Costa Rica                                                                | 2 – 1                                                                     | El Salvador                                                               | Qual. Mondiali 2022                                                       | -                                                                         | 87’                                                                       |
| 12-11-2021                                                                | Edmonton                                                                  | Canada                                                                    | 1 – 0                                                                     | Costa Rica                                                                | Qual. Mondiali 2022                                                       | -                                                                         | 83’                                                                       |
| 16-11-2021                                                                | San José                                                                  | Costa Rica                                                                | 2 – 1                                                                     | Honduras                                                                  | Qual. Mondiali 2022                                                       | -                                                                         | 68’                                                                       |
| 27-1-2022                                                                 | San José                                                                  | Costa Rica                                                                | 1 – 0                                                                     | Panama                                                                    | Qual. Mondiali 2022                                                       | -                                                                         | 45+1’                                                                     |
| 24-3-2022                                                                 | San José                                                                  | Costa Rica                                                                | 1 – 0                                                                     | Canada                                                                    | Qual. Mondiali 2022                                                       | -                                                                         | 45’                                                                       |
| 27-3-2022                                                                 | San Salvador                                                              | El Salvador                                                               | 1 – 2                                                                     | Costa Rica                                                                | Qual. Mondiali 2022                                                       | -                                                                         | 72’                                                                       |
| 30-3-2022                                                                 | San José                                                                  | Costa Rica                                                                | 2 – 0                                                                     | Stati Uniti                                                               | Qual. Mondiali 2022                                                       | -                                                                         | 81’                                                                       |
| 2-6-2022                                                                  | Panama                                                                    | Panama                                                                    | 2 – 0                                                                     | Costa Rica                                                                | CONCACAF Nations League 2022-2023 - 1º turno                              | -                                                                         | 79’                                                                       |
| 27-9-2022                                                                 | Suwon                                                                     | Uzbekistan                                                                | 1 – 2                                                                     | Costa Rica                                                                | Amichevole                                                                | -                                                                         |                                                                           |
| 2-2-2024                                                                  | San José                                                                  | Costa Rica                                                                | 2 – 0                                                                     | El Salvador                                                               | Amichevole                                                                | -                                                                         | Cap. 54’                                                                  |
| 23-3-2024                                                                 | Frisco                                                                    | Costa Rica                                                                | 3 – 1                                                                     | Honduras                                                                  | CONCACAF Nations League 2023-2024 - Play-off                              | 1                                                                         |                                                                           |
| 26-3-2024                                                                 | Los Angeles                                                               | Argentina                                                                 | 3 – 1                                                                     | Costa Rica                                                                | Amichevole                                                                | -                                                                         |                                                                           |
| 31-5-2024                                                                 | San José                                                                  | Costa Rica                                                                | 0 – 0                                                                     | Uruguay                                                                   | Amichevole                                                                | -                                                                         |                                                                           |
| 6-6-2024                                                                  | San José                                                                  | Costa Rica                                                                | 4 – 0                                                                     | Saint Kitts e Nevis                                                       | Qual. Mondiali 2026                                                       | 2                                                                         |                                                                           |
| 9-6-2024                                                                  | Saint George's                                                            | Grenada                                                                   | 0 – 3                                                                     | Costa Rica                                                                | Qual. Mondiali 2026                                                       | -                                                                         |                                                                           |
| 24-6-2024                                                                 | Inglewood                                                                 | Brasile                                                                   | 0 – 0                                                                     | Costa Rica                                                                | Coppa America 2024 - 1º turno                                             | -                                                                         |                                                                           |
| 28-6-2024                                                                 | Glendale                                                                  | Colombia                                                                  | 3 – 0                                                                     | Costa Rica                                                                | Coppa America 2024 - 1º turno                                             | -                                                                         |                                                                           |
| 2-7-2024                                                                  | Austin                                                                    | Costa Rica                                                                | 2 – 1                                                                     | Paraguay                                                                  | Coppa America 2024 - 1º turno                                             | -                                                                         | 82’                                                                       |
| 21-3-2025                                                                 | Belmopan                                                                  | Belize                                                                    | 0 – 7                                                                     | Costa Rica                                                                | Qual. Gold Cup 2025                                                       | -                                                                         | 58’                                                                       |
| 7-6-2025                                                                  | Bridgetown                                                                | Bahamas                                                                   | 0 – 8                                                                     | Costa Rica                                                                | Qual. Mondiali 2026                                                       | 1                                                                         |                                                                           |
| 10-6-2025                                                                 | San José                                                                  | Costa Rica                                                                | 2 – 1                                                                     | Trinidad e Tobago                                                         | Qual. Mondiali 2026                                                       | -                                                                         |                                                                           |
| 15-6-2025                                                                 | San Diego                                                                 | Costa Rica                                                                | 4 – 3                                                                     | Suriname                                                                  | Gold Cup 2025 - 1° turno                                                  | -                                                                         |                                                                           |
| 18-6-2025                                                                 | Arlington                                                                 | Costa Rica                                                                | 2 – 1                                                                     | Rep. Dominicana                                                           | Gold Cup 2025 - 1° turno                                                  | -                                                                         |                                                                           |
| 22-6-2025                                                                 | Paradise                                                                  | Messico                                                                   | 0 – 0                                                                     | Costa Rica                                                                | Gold Cup 2025 - 1° turno                                                  | -                                                                         | 57’                                                                       |
| 29-6-2025                                                                 | Minneapolis                                                               | Stati Uniti                                                               | 2 – 2 (4 – 3 dtr)                                                         | Costa Rica                                                                | Gold Cup 2025 - Quarti di finale                                          | -                                                                         |                                                                           |
| Totale                                                                    |                                                                           | Presenze                                                                  | 25                                                                        |                                                                           | Reti                                                                      | 4                                                                         |                                                                           |

## Palmarès

### Club

#### Competizioni nazionali
- Campionato costaricano: 2

Herediano: Apertura 2019, Apertura 2021